# エボラ川

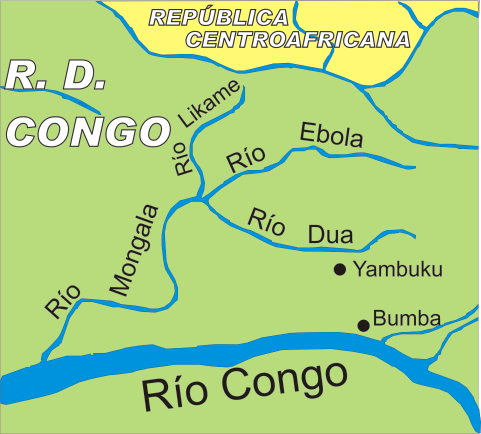
地図

エボラ川（エボラがわ、フランス語: Rivière Ebola、英語: Ebola River）は、中部アフリカに流れる小さな川の1つである。コンゴ民主共和国（旧ザイール）の北部で中央アフリカ共和国に接する赤道州に位置する。コンゴ民主共和国を流れ、Mongala Riverを経て、コンゴ川に注いでいる。
現地では、ンバンディ語で、Legbala（白い水、の意）と呼ばれる。これがフランス語で転訛しEbolaと呼ばれるようになった。